# Bozovici
Bozovici é uma comuna romena localizada no distrito de Caraș-Severin, na região de Banato. A comuna possui uma área de 187.77 km² e sua população era de 3423 habitantes segundo o censo de 2007.